# Álarcos erdeiszarka
Az álarcos erdeiszarka (Dendrocitta frontalis) a madarak (Aves) osztályának verébalakúak (Passeriformes) rendjébe, ezen belül a varjúfélék (Corvidae) családjába tartozó faj.

## Rendszerezése
A fajt Thomas Horsfield amerikai ornitológus írta le 1840-ben.

## Előfordulása
Dél- és Délkelet-Ázsiában, Banglades, Bhután, India, Kína, Mianmar, Nepál és Vietnám területén honos. Természetes élőhelyei a szubtrópusi vagy trópusi síkvidéki és hegyi esőerdők, valamint cserjések. Állandó, nem vonuló faj.

## Megjelenése
Testhossza 38 centiméter.

## Természetvédelmi helyzete
Az elterjedési területe rendkívül nagy, egyedszáma pedig stabil. A Természetvédelmi Világszövetség Vörös listáján nem fenyegetett fajként szerepel.